# 大橋弘政
大橋 弘政（おおはし ひろまさ、1979年12月31日 - ）は、日本のプロボクサー。愛知県名古屋市出身。HEIWAボクシングジム所属。元OPBF東洋太平洋スーパーバンタム級王者。

## 来歴
2000年11月23日、名古屋市総合体育館でプロデビュー戦に2RKO負けを喫した。2002年7月7日、名古屋国際会議場で児玉卓郎（岐阜ヨコゼキジム）と4回戦を行い、39-38、38-39、38-38の判定で引分となった。2006年3月12日、岐阜商工会議所にて児玉卓郎と10回戦で再戦し、三者とも76-77の0-3で8R負傷判定負けとなった。同年10月8日、名古屋国際会議場で日本スーパーフライ級4位の三枝健二（新開）とバンタム級10回戦を行い、6RTKO負けを喫した。
2007年4月1日、名古屋国際会議場でタイスーパーバンタム級王者・OPBF同級3位で元OPBF東洋太平洋バンタム級王者のクマントーン・チュワタナ（タイ）と55.7kg契約10回戦を行い、95-97、96-97、96-96の0-2で判定負けを喫した。翌2008年9月21日、同会場でタイ王者・OPBF13位のチュワタナと55.7kg契約10回戦で再戦し、4RKO勝利を収めた。
2009年6月21日、愛知県産業貿易館でWBA世界バンタム級14位・WBC世界スーパーバンタム級5位のOPBF東洋太平洋スーパーバンタム級王者ロリー松下（カシミ）と対戦。ポイントではリードを許したが7R1分50秒、8試合連続となるKO勝利を収めて同王座を獲得した。この勝利によりWBC13位・WBA14位にランク入りを果たし、またこの戴冠を受けて2010年1月31日、中部運動記者クラブ・ボクシング分科会の2009年度優秀選手賞に選出された。2010年3月28日、名古屋国際会議場で行われた初防衛戦でWBC7位・WBA13位の下田昭文（帝拳）と対戦し、0-3の判定負けで王座を失った。同年9月5日、名古屋国際会議場でマーク・ジョン・ヤップ（フィリピン）と56.5kg契約8回戦を行い、序盤はペースを握られたが6、7Rにダウンを奪って逆転し、3-0（77-73、76-74、76-75）の判定勝利で再起を果たした。
2011年3月27日、刈谷市産業振興センター・あいおいホールにて、下田昭文が世界王座挑戦のために返上したOPBF東洋太平洋スーパーバンタム級王座決定戦に出場、同級2位のジュンリエル・ラモナル（フィリピン）と対戦し、2-1の判定で王座返り咲きを果たした。
2011年8月7日、刈谷市産業振興センター・あいおいホールで指名挑戦者のWBAスーパーバンタム級13位のロリ・ガスカ（フィリピン）を相手に初防衛戦が行われ、0-2（2者が112—116、115−115）の判定負けを喫し王座から陥落した。
2012年3月18日、刈谷市産業振興センター・あいおいホールでOPBF東洋太平洋スーパーバンタム級王者小國以載（VADY）と対戦し、9回21秒、0-3（
2者が83-88、84-88）の負傷判定負けを喫し王座返り咲きに失敗した。

## 戦績
- プロボクシング：39戦 25勝 (16KO) 11敗 3分

| 戦           | 日付           | 勝敗 | 時間     | 内容         | 対戦相手                           | 国籍       | 備考                                           |
| ------------ | -------------- | ---- | -------- | ------------ | ---------------------------------- | ---------- | ---------------------------------------------- |
| 1            | 2000年11月23日 | ★    | 2R 2:08  | KO           | 井村峰和（天熊丸木）               | 日本       | プロデビュー戦                                 |
| 2            | 2001年1月28日  | ☆    | 2R 2:33  | KO           | 宮原兼六（カシミ）                 | 日本       |                                                |
| 3            | 2001年8月1日   | △    | 4R       | 判定 1-0     | 今橋将勇（姫路木下）               | 日本       |                                                |
| 4            | 2001年11月25日 | ★    | 4R       | 判定 1-2     | 青木友成（緑）                     | 日本       |                                                |
| 5            | 2002年3月10日  | △    | 4R       | 判定 1-1     | 重田優介（中内）                   | 日本       |                                                |
| 6            | 2002年7月7日   | △    | 4R       | 判定 1-1     | 児玉卓郎（岐阜ヨコゼキ）           | 日本       |                                                |
| 7            | 2002年12月15日 | ☆    | 3R 1:07  | TKO          | 伊藤諒（和光）                     | 日本       |                                                |
| 8            | 2003年3月9日   | ☆    | 3R 2:20  | KO           | 中山信広（NKキタザワ）             | 日本       |                                                |
| 9            | 2003年5月25日  | ☆    | 4R       | 判定 3-0     | 斉藤智広（東海）                   | 日本       |                                                |
| 10           | 2003年7月27日  | ★    | 4R       | 判定 0-2     | 松村聖（畑中）                     | 日本       | 2003年度中日本バンタム級新人王予選             |
| 11           | 2003年10月26日 | ★    | 6R       | 判定 1-2     | 酒井楽（天熊丸木）                 | 日本       |                                                |
| 12           | 2003年12月7日  | ☆    | 6R       | 判定 3-0     | 木ノ下国広（畑中）                 | 日本       |                                                |
| 13           | 2004年5月16日  | ☆    | 3R 2:06  | TKO          | 天野隆次（松田）                   | 日本       |                                                |
| 14           | 2004年7月25日  | ☆    | 3R 0:52  | TKO          | ヨドチャイ・ポー・クンパオラチャダ | タイ       |                                                |
| 15           | 2004年11月28日 | ☆    | 10R      | 判定 2-0     | 森島祐介（岐阜ヨコゼキ）           | 日本       |                                                |
| 16           | 2005年4月24日  | ☆    | 10R      | 判定 3-0     | 松原拓郎（天熊丸木）               | 日本       |                                                |
| 17           | 2005年6月26日  | ★    | 7R 2:48  | TKO          | 小西明生（岐阜ヨコゼキ）           | 日本       |                                                |
| 18           | 2005年9月25日  | ☆    | 6R       | 判定 2-0     | 児島芳生（明石）                   | 日本       |                                                |
| 19           | 2005年12月4日  | ☆    | 10R      | 判定 3-0     | 森島祐介（岐阜ヨコゼキ）           | 日本       |                                                |
| 20           | 2006年3月12日  | ★    | 8R 1:28  | 負傷判定 0-3 | 児玉卓郎（岐阜ヨコゼキ）           | 日本       |                                                |
| 21           | 2006年8月6日   | ☆    | 3R 1:05  | TKO          | ポンサック・ポンジャルン           | タイ       |                                                |
| 22           | 2006年10月8日  | ★    | 6R 0:35  | TKO          | 三枝健二（新開）                   | 日本       |                                                |
| 23           | 2007年4月1日   | ★    | 10R      | 判定 0-2     | クマントーン・チューワッタナ       | タイ       |                                                |
| 24           | 2007年9月23日  | ☆    | 10R 0:35 | TKO          | 坪内達哉（大阪帝拳）               | 日本       |                                                |
| 25           | 2007年12月9日  | ☆    | 4R 2:24  | TKO          | 金谷清邦（北陸イシマル）           | 日本       |                                                |
| 26           | 2008年4月6日   | ☆    | 5R 1:22  | TKO          | 柴田義正（東海）                   | 日本       |                                                |
| 27           | 2008年7月6日   | ☆    | 5R 1:02  | KO           | ヨドチャンチャイ・シッスーイ       | タイ       |                                                |
| 28           | 2008年9月21日  | ☆    | 4R 1:08  | KO           | クマントーン・チューワッタナ       | タイ       |                                                |
| 29           | 2008年11月30日 | ☆    | 7R 0:45  | TKO          | 熊谷謙志（とよはし櫻）             | 日本       |                                                |
| 30           | 2009年3月29日  | ☆    | 2R 2:51  | TKO          | 木ノ下国広（畑中）                 | 日本       |                                                |
| 31           | 2009年6月21日  | ☆    | 7R 1:50  | KO           | ロリー松下（カシミ）               | 日本       | OPBF東洋太平洋スーパーバンタム級タイトルマッチ |
| 32           | 2009年11月22日 | ☆    | 8R 1:59  | TKO          | 児島芳生（明石）                   | 日本       |                                                |
| 33           | 2010年3月28日  | ★    | 12R      | 判定 0-3     | 下田昭文（帝拳）                   | 日本       | OPBF陥落                                       |
| 34           | 2010年9月5日   | ☆    | 8R       | 判定 3-0     | マーク・ジョン・ヤップ             | フィリピン |                                                |
| 35           | 2010年11月26日 | ☆    | 8R       | 判定 3-0     | 越智大輔（ビッグアーム）           | 日本       |                                                |
| 36           | 2011年3月27日  | ☆    | 12R      | 判定 2-1     | ジュンリエル・ラモナル             | フィリピン | OPBF東洋太平洋スーパーバンタム級王座決定戦     |
| 37           | 2011年8月7日   | ★    | 12R      | 判定 0-2     | ロリ・ガスカ                       | フィリピン | OPBF陥落                                       |
| 38           | 2012年3月18日  | ★    | 9R 0:21  | 負傷判定 0-3 | 小國以載（角海老宝石）             | 日本       | OPBF東洋太平洋スーパーバンタム級タイトルマッチ |
| 39           | 2012年11月18日 | ☆    | 3R 0:51  | KO           | 吉村拓記（ハラダ）                 | 日本       |                                                |
| テンプレート |                |      |          |              |                                    |            |                                                |

## 獲得タイトル
- OPBF東洋太平洋スーパーバンタム級王座（防衛0）